# Thornville
Thornville é uma vila localizada no estado norte-americano de Ohio, no Condado de Perry.

## Demografia
Segundo o censo norte-americano de 2000, a sua população era de 731 habitantes.
Em 2006, foi estimada uma população de 1067, um aumento de 336 (46.0%).

## Geografia
De acordo com o United States Census Bureau tem uma área de
1,1 km², dos quais 1,1 km² cobertos por terra e 0,0 km² cobertos por água. Thornville localiza-se a aproximadamente 274 m acima do nível do mar.

## Localidades na vizinhança
O diagrama seguinte representa as localidades num raio de 12 km ao redor de Thornville.